# Marcgraviastrum elegans
Marcgraviastrum elegans är en tvåhjärtbladig växtart som beskrevs av De Roon, Bedell, Gir.-cañas och S.Dressler. Marcgraviastrum elegans ingår i släktet Marcgraviastrum och familjen Marcgraviaceae. Inga underarter finns listade i Catalogue of Life.